# まんがタイムきららMAX
『まんがタイムきららMAX』（まんがタイムきららマックス）は、芳文社発行の4コマ漫画雑誌。原則として毎月19日に発売されている（ただし、地域によっては発売日が異なることがある）。B5判、平綴じである。
『まんがタイムきらら』など他のきらら系雑誌とは姉妹誌の関係にある。キャッチコピーは「ドキドキ★ビジュアル全開マガジン」。

## 特徴・内容の傾向
姉妹誌である『まんがタイムきらら』、『まんがタイムきららキャラット』に続く第3の『きらら』系雑誌として創刊された。創刊時期が他の姉妹誌より遅かったこともあり、創刊当初からほぼ全ての誌面を新人作家、『きらら』系デビューの作家および異分野出身の作家の作品が占めている（ファミリー向け4コマ出身作家からは藤島じゅんおよび榛名まおがいた程度）。
創刊初期はカラーピンナップが掲載されていた。また、創刊からしばらくの間、表紙や広告などでの紹介文中に日本語をローマ字表記した文言が多く見られた。
『きらら』系列の4コマ漫画雑誌では唯一、読者欄が継続的に掲載されている。

## 歴史

### 他誌増刊時代
通巻号数はVol.1まで刊行。
- 2004年5月24日 - 『まんがタイムきらら』2004年7月号増刊として創刊（Vol.1）。増刊誌は1冊のみ刊行。

### 独立創刊以降
2024年9月19日現在、通巻号数はNO.241まで、創刊年数は20年目。
- 2004年9月29日 - 『まんがタイムきららMAX』 2004年11月号として独立創刊。この号から○月号表記で通巻のカウントNO.○も始まる。毎月29日刊行で創刊。
- 2005年9月20日 - 『まんがタイムきららMAX』 2005年11月号発売号より、毎月29日から毎月19日に変更、定価も改訂。
- 2006年7月19日 - 『まんがタイムきららMAX』 2006年9月号発売号より、創刊以来使用してきたセリフ（文字飾り）のついた "MAX" のロゴを変更するなど、デザインをポップに大幅リニューアル。
- 2008年10月18日 - 『まんがタイムきららMAX』 2008年12月号が刊行。この号で通巻号数がNo.50になる。
- 2009年9月19日 - 『まんがタイムきららMAX』 2009年11月号が刊行。この号で、独立創刊5周年になる。また、5周年記念付録として「かなめもアンソロジー」を付録している。
- 2010年3月19日 - 『まんがタイムきららMAX』 2010年5月号が刊行。表紙の年月号デザイン&側面のデザインが少々変更される。
- 2012年12月19日 - 『まんがタイムきららMAX』 2013年2月号が刊行。この号で通巻号数がNo.100になる。また、100号記念ふろくとして、メモリアルブックカバーを付録している。
- 2013年6月19日 - 『まんがタイムきららMAX』 2013年8月号が刊行。「2013年夏の読書感想文コンクール」の開催を告知。MAX誌で連載された作品を対象に感想文を募集。11月号で優秀作品の発表。
- 2014年8月19日 - 『まんがタイムきららMAX』 2014年10月号が刊行。創刊10周年記念号。10周年記念冊子「MAXX（マックステン）」が付録。
- 2017年2月18日 - 『まんがタイムきららMAX』 2017年4月号が刊行。この号で通巻号数がNo.150になる。
- 2021年4月19日 - 『まんがタイムきららMAX』 2021年6月号が刊行。この号で通巻号数がNo.200になる。200号記念特別冊子「MAX200」が付録。
- 2024年9月19日 - 『まんがタイムきららMAX』2024年11月号が刊行。独立創刊20周年記念号[3]。

## メディアミックス

### ドラマCD化作品
各作品に詳細あり。2013年7月現在。
- 『天然女子高物語』 - 発売日：2006年4月26日
- 『落花流水』 - 発売日：2009年3月25日
- 『くすりのマジョラム』 - 発売日：2011年5月27日
- 『ホイップノート』 - 発売日：2011年8月31日

### アニメ化作品
各作品に詳細あり。2025年2月現在。
| 作品                            | 放送年月                   | アニメーション制作       | 備考                                                                               |
| ------------------------------- | -------------------------- | ------------------------ | ---------------------------------------------------------------------------------- |
| かなめも                        | 2009年7月 - 9月            | feel.                    |                                                                                    |
| きんいろモザイク（アニメ）      | 2013年7月 - 9月（第1期）   | Studio五組               | 劇場版（Pretty Days）：2016年11月12日公開 劇場版（Thank you!!）：2021年8月20日公開 |
| きんいろモザイク（アニメ）      | 2015年4月 - 6月（第2期）   | Studio五組               | 劇場版（Pretty Days）：2016年11月12日公開 劇場版（Thank you!!）：2021年8月20日公開 |
| ご注文はうさぎですか?（アニメ） | 2014年4月 - 6月（第1期）   | WHITE FOX                | 劇場版：2017年11月11日公開 OVA：2019年9月26日発売                                  |
| ご注文はうさぎですか?（アニメ） | 2015年10月 - 12月（第2期） | WHITE FOX キネマシトラス | 劇場版：2017年11月11日公開 OVA：2019年9月26日発売                                  |
| ご注文はうさぎですか?（アニメ） | 2020年10月 - 12月（第3期） | エンカレッジフィルムズ   | 劇場版：2017年11月11日公開 OVA：2019年9月26日発売                                  |
| ステラのまほう                  | 2016年10月 - 12月          | SILVER LINK.             |                                                                                    |
| こみっくがーるず                | 2018年4月 - 6月            | Nexus                    |                                                                                    |
| ぼっち・ざ・ろっく!（アニメ）   | 2022年10月 - 12月（第1期） | CloverWorks              | 劇場総集編： 前編 - 2024年6月7日公開 後編 - 2024年8月9日公開                       |
| ぼっち・ざ・ろっく!（アニメ）   | 未公表（第2期）            | CloverWorks              | 劇場総集編： 前編 - 2024年6月7日公開 後編 - 2024年8月9日公開                       |

### 舞台化作品
- ぼっち・ざ・ろっく! - 2023年8月・2024年9月公演。

### ゲーム化作品
2023年11月現在。
- ご注文はうさぎですか? - 2016年3月3日発売、機種：PlayStation Vita
- きんいろモザイク - 2016年12月26日配信開始、機種：iOS/Android

この他、クロスオーバー作品への参加事例として以下の作品がある。
- ミラクルガールズフェスティバル - 2015年12月17日発売、機種：PlayStation Vita、参加作品：『きんいろモザイク』『ご注文はうさぎですか?』
- きららファンタジア - 2017年12月11日配信開始、機種：iOS/Android、参加作品：『ステラのまほう』『きんいろモザイク』『こみっくがーるず』『ご注文はうさぎですか?』『ぼっち・ざ・ろっく！』

## 連載中の作品
2025年9月号現在。（連載期間の長い順 / タイトル五十音順）太字は『COMIC FUZ』にて配信している。
- ご注文はうさぎですか? （Koi、2010年12月号ゲスト、2011年3月号 - ・COMIC FUZでは日曜枠）
- ぼっち・ざ・ろっく!（はまじあき、2018年2月号 - 4月号ゲスト、5月号 - ・COMIC FUZでは日曜枠）
- ななどなどなど（宇崎うそ、2019年2月号 - 4月号ゲスト、6月号 - [注 1]・COMIC FUZでは日曜枠）
- ぬるめた（こかむも、2020年2月号 - 4月号ゲスト、5月号 - ・COMIC FUZでは水曜枠）
- SAN値直葬!闇バイト（ムクロメ、2022年2月号 - 3月号ゲスト、4月号 - ・COMIC FUZでは月曜枠）
- 性別不明な殺し屋さんがカワイすぎる。（つみきつき、2023年1月号 - 2月号ゲスト、4月号 - ・COMIC FUZでは火曜枠）
- エイティエイトを2でわって（有馬、2023年2月号 - 4月号ゲスト[注 2]、5月号 - ）
- アイドルビーバック!（はんざわかおり、2023年9月号 - ）
- スポチャン!（原作：市川ヒロ・作画：土管、2023年12月号 - 2024年1月号ゲスト[注 3]、2月号[7] - ）
- へるしーへありーすけありー（O仮名だモ、2023年9月号 - 10月号、2024年1月号ゲスト、2月号 - ）
- 追放令嬢は技能実習生になりました。〜アーシャさまは野菜畑から逃げ出したい〜（うるし、2024年1月号 - 2月号ゲスト、3月号 - ）
- 神絵師のおしごと[注 4]（有野金吾、2024年4月号 - ）
- 涼井さんの推しメシ（かぜぱな、2024年3月号 - 5月号ゲスト、6月号 - ）
- 江口さんの純情サキュバス（工藤える、2024年6月号 - 8月号ゲスト、9月号 - ）
- プロジェクト・ユリフォーミング!（御家かえる、2024年8月号 - 10月号ゲスト、11月号[3] - ）
- 魔法柴犬★はなまる（まるえり、2024年8月号 - 9月号ゲスト、12月号 - ）
- セーラー服と関西弁（ライムマン、2024年9月号 - 11月号ゲスト、12月号 - ）
- きみとボドゲが作りたい!（赤城ナツイチ、2025年1月号ゲスト、5月号 - ）
- 夢路あかりと魔法の本（2222楠、2025年3月号 - 4月号ゲスト、6月号 - ）
- 子供部屋ドラゴン（*sow*、2025年4月号 - 6月号ゲスト、7月号 - ）
- わたしにプールは狭すぎた！（ヒビキさん、2025年5月号 - 6月号ゲスト[8][9]、8月号[10] - ）

## 休載中の作品
（連載開始号の古い順 / タイトル五十音順）
- ことはの王子様 （渡辺純子、創刊号 - 2007年6月号掲載の後、休載中）
- アイオン （MR+、2005年4月号 - 2007年8月号掲載の後、休載中）
- 天国の本屋さん〜路地裏幻草子〜 （阿倍野ちゃこ、2008年9月号 - 2009年9月号掲載の後、休載中）
- おにさん、こちら （昼間行燈、2010年11月号 - 2014年2月号掲載の後、休載中）
- ぶらまり〜時給800円の吸血鬼〜（神藤かみち、2013年6月号 - 8月号ゲスト、12月号 - 2014年10月号掲載の後、休載中）
- アイはぐ（浪咲ゆか、2013年11月号 - 12月号ゲスト、2014年6月号 - 2015年3月号掲載の後、休載中）
- サキュバスなんてもうこりごり!（BirdHatter、2022年5月号 - 6月号ゲスト、8月号 - 9月号掲載の後、休載中）

## 連載が終了した主な作品
（連載開始号の古い順 / 連載終了号の古い順 / タイトル五十音順）太字は『COMIC FUZ』にて配信している。
- かたつむりちゃん （今井神、創刊号 - 2004年11月号。以降は『まんがタイムきらら』のみで連載し終了）
- ちびでびっ! （寺本薫、創刊号 - 2004年12月号[注 5]）
- てんしのたまご。 （中山かつみ、創刊号 - 2004年12月号[注 5]）
- ぴよぴよライフ （櫻太助、創刊号 - 2004年12月号[注 5]）
- 帝立第13軍学校歩兵科異常アリ!? （石田あきら、創刊号 - 2005年5月号、隔月連載[注 5]）
- 最後の制服 （袴田めら、創刊号 - 2005年10月号[注 5]）
- 悪魔のマクアさん （超肉、創刊号 - 2006年2月号、隔月連載）
- カラフル曜日 （ウエクサユミコ、創刊号 - 2006年3月号）
- えむの王国 （中平凱、創刊号 - 2008年4月号）
- 0からはじめましょう （ととねみぎ、創刊号 - 2008年12月号）
- 魔法のじゅもん （あらきかなお、創刊号 - 2009年6月号）
- 兄妹はじめました! （愁☆一樹、創刊号 - 2009年9月号）
- ワンダフルデイズ （荒井チェリー、創刊号 - 2011年5月号、9月号 - 2012年8月号）
- 烈!きなこパーティー （犬神なお、2004年11月号 - 2005年10月号）
- ベリースイート （神武ひろよし、2004年11月号 - 2006年3月号）
- りんたま （鶏子、2004年11月号 - 2006年8月号）
- LR少女探偵団 （濱元隆輔、2004年11月号 - 2006年9月号）
- スズナリ! （石見翔子、2004年11月号 - 2007年5月号 ）
- ももえん。 （一智啓[注 6]、2004年11月号 - 2007年6月号）
- きらきらきら （藤島じゅん、2004年11月号 - 2007年7月号）（2006年6月号から産休のため休載含む）
- にこプリトランス （白雪しおん、2004年11月号 - 2009年1月号）
- ○本の住人 （kashmir、2004年11月号 - 2015年12月号）
- ひより日和 （高藤アユミ、2004年12月号 - 2006年3月号）
- 看板娘はさしおさえ （鈴城芹、2004年12月号 - 2009年5月号）
- 落花流水 （真田一輝、2005年1月号 - 2015年4月号・COMIC FUZでは連載終了[注 7]）
- 天然女子高物語 （門井亜矢、『まんがタイムきらら』単発掲載数回を経て2005年6月号 - 2010年5月号）
- はなまるべんと! （大宮祝詞、2005年7月号 - 2009年10月号）
- 無敵せんせい （ザンクロー、2005年8月号 - 2006年11月号）
- オオカミの手かします! （大和狸、2005年9月号 - 2008年4月号）
- ようこそ。若葉荘へ （阿倍野ちゃこ、2005年9月号 - 2008年7月号）※非4コマ作品
- ひろなex. （すか、2005年10月号 - 2014年2月号）
- ちかちかプラネッツ （佐々木亮、2005年11月号 - 2006年2月号。これ以前に『まんがタイムきらら』Vol.1 - 2004年2月号で掲載あり）
- 通りすがりのLibreria （永和なやり、2005年11月号 - 2006年11月号）
- イチロー! （未影、2006年3月号 - 2010年6月号）
- ぐーぱん! （榛名まお、2006年7月号 - 2011年1月号）
- ちびっと! （楠見らんま、2006年11月号 - 2008年8月号）
- ぼくの生徒はヴァンパイア （玉岡かがり、2006年10月号 - 2010年12月号）
- まん研 （うおなてれぴん、2006年10月号 - 2009年11月号）
- かなめも （石見翔子、2007年6月号 - 2011年4月号、2012年4月号 - 2013年12月号・COMIC FUZでは月曜枠）
- はずむ!おじょうさま （あみみ、2007年10月号 - 2008年12月号）
- そして僕らは家族になる （荒木風羽、2007年11月号 - 2009年11月号）
- R18! （ぷらぱ、2007年11月号 - 2014年2月号）
- 超級龍虎娘　（加藤夕清、2007年8 - 9月号、2008年3月号ゲスト、2008年4月号 - 2010年5月号）
- 表色89X系〜GIRLS COLOR CHART〜 （柴田燕ウ、2008年6月号 - 2010年7月号）
- 魔法少女☆皇れおん（仮） （桜みさき、2008年7月号 - 2009年12月号）
- フィギュ☆モ （中平凱、2008年7月号 - 2010年9月号）
- ねこにゆ〜り （kodomo兎、2008年1、3、6 - 8月号ゲスト、10月号 - 2010年9月号）
- ぽすから （中村哲也、2008年11月号 - 2010年12月号）
- レンタルきゅーと （白雪しおん、2004年11月号、2005年4、6、10月号、2006年4月号、2007年3、8月号、2008年5月号掲載の後、2009年2月号 - 2010年10月号、偶数号隔月連載）
- くすりのマジョラム （鈴城芹、2009年7月号 - 2012年10月号）
- つかえて!コハル （ねことうふ、2009年7 - 8月号ゲスト、10月号 - 2011年1月号）
- おしおきっ! （かぐらゆうき、2009年10月号 - 2010年12月号）
- ラッキーストライク! （みそおでん、2009年10月号 - 2012年3月号）
- はる×どり （渡真仁、2009年11月号 - 2011年1月号）
- ヒメとトノ （蛇足せんたろう、2009年9月号ゲスト、12月号 - 2012年1月号）
- ハッピーステッチ （ica、2009年12月号 - 2011年1月号）
- お願い神サマ! （守姫武士、2009年9 - 10月号ゲスト、2010年1月号 - 2012年1月号）
- ふわっちょこ （アキ、2009年11月号 - 2010年1月号ゲスト、3月号 - 2011年11月号）
- もっかい! （4224、2009年12月号ゲスト、2010年4月号 - 2011年3月号）
- SUNNY SIDE UP. （小林徹郎、2010年1月号『もー★ぐり morning-glory』としてゲスト、改題して 5月号 - 2011年10月号）
- きんいろモザイク （原悠衣、2010年2 - 3月号ゲスト、6月号 - 2020年5月号、特別編「Best wishes.」として2020年7月号 - 2021年5月号・COMIC FUZでは土曜枠）
- ホイップノート （未影、2010年7月号 - 2014年6月号）
- ののことのらと （柚木ガオ、2010年7月号、9月号ゲスト、11月号 - 2011年10月号）
- あわーちゅーぶ （よしむらかな、2010年7 - 8月号ゲスト、11月号 - 2012年5月号）
- 放課後せんせーしょん! （庄名泉石、2010年9月号ゲスト、2011年1月号 - 2013年1月号）
- LSD〜ろんぐすろーでぃすたんす〜 （ほた。、2010年10 - 11月号ゲスト、2011年2月号 - 2014年5月号）
- 忍パラサイト （りおし、2011年1月号 - 2012年1月号）
- こずみっしょん! （榛名まお、2011年4月号 - 2014年4月号）
- ふわふわ科学 （田仲康二、2011年1 - 2月号ゲスト、5月号 - 2013年5月号）
- アキタランド・ゴシック （器械、2011年3 - 5月号ゲスト、6月号 - 2013年4月号）
- カレーの王女さま （仏さんじょ、2011年6月号 - 2013年7月号）
- √中学生（さくやついたち、2011年6 - 7月号ゲスト、8月号 - 2013年12月号）
- Free!（GAN、2010年12月号ゲスト、2011年10月号 - 2014年6月号 ）[注 8]
- コスプレの神!（方密、2011年4 - 6月号ゲスト、11月号 - 2014年1月号）
- 三種のジンギ!（羽咋あみ、2011年8 - 9月号ゲスト、2012年2月号 - 2013年5月号）
- スイーツどんぶり（FBC、2011年10月号ゲスト、2012年2月号 - 2014年2月号）
- ▲コンプレックス（鴨鳴アヒル、2011年12月号 - 2012年1月号ゲスト、4月号 - 2014年3月号）
- 彼氏ってどこに行ったら買えますの!?（火曜、2012年1 - 2月号ゲスト、6月号 - 2016年3月号）
- ソラミちゃんの唄（ノッツ、2012年7月号 - 8月号ゲスト、10月号 - 2014年8月号）
- いちごの入ったソーダ水（荒井チェリー、2012年11月号 - 2018年3月号）
- ステラのまほう[注 9]（くろば・U、2012年10月号 - 11月号ゲスト、2013年2月号 - 2022年2月号・COMIC FUZでは木曜枠）
- ホームメイドヒーローズ（鈴城芹、2013年3月号 - 2015年4月号）
- うにうにうにうに（青田めい、2013年5月号ゲスト、8月号 - 2015年7月号）
- アリノス☆ワンダーランド（枕辺しょーま、2013年6月号 - 7月号ゲスト、10月号 - 2015年11月号）
- 水瀬まりんの航海日誌（フクハラマサヤ、2013年8月号 - 10月号ゲスト、2014年1月号 - 2015年9月号）
- スクール・アーキテクト（器械、2013年9月号、2014年2月 - 3月号ゲスト[注 10]、2014年4月号 - 2016年1月号）
- そよ風テイクオフ（うみのとも、2013年9月号 - 11月号ゲスト、2014年4月号 - 2016年4月号）
- ハナイロ（アカコッコ、2013年11月号 - 2014年1月号ゲスト、2014年4月号 - 2016年4月号）
- アイドル声優☆上村とまり17歳 （ぷらぱ、2014年6月号 - 2016年6月号）
- しょーがくせいのあたまのなか （石見翔子、2014年6月号 - 2015年4月号[注 11]、2016年7月号 - 2017年11月号）
- こみっくがーるず（はんざわかおり、2014年5月号 - 7月号ゲスト、8月号 - 2023年4月号・COMIC FUZでは日曜枠）
- みことの一手!（宇城はやひろ、2013年7月号、2014年1月号 - 2月号、4月号、6月号 - 8月号ゲスト、9月号 - 2015年2月号）
- 廃校ドールズ[注 12]（君と子音、2014年4月号 - 6月号ゲスト、9月号 - 2016年10月号）
- 神様生徒会部! （未影、2014年9月号 - 2017年1月号）
- 軍師姫（吉野貝、2014年7月号 - 9月号ゲスト、10月号 - 2016年8月号）
- 裏庭には…!（原作：氷坂透・作画：水鏡ひより、2014年2月号 - 4月号ゲスト、11月号 - 2016年9月号）
- ふるスクらっち!（右左もりもり、2015年3月号 - 4月号ゲスト、7月号 - 2016年5月号）
- ぱぺっとコール!（へちま、2015年4月号 - 5月号ゲスト[注 13]、9月号 - 2017年10月号）
- はんどすたんど!（有馬、2015年6月号・8月号ゲスト[注 14]、9月号 - 2018年9月号）
- ペンにまします神サマの（佐古新佑、2015年7月号 - 9月号ゲスト、10月号 - 2017年8月号）
- みゅ〜こん!（永山ゆうのん、2015年7月号 - 8月号ゲスト、11月号 - 2017年10月号）
- きらりブックス迷走中!（はまじあき、2015年9月号 - 11月号ゲスト、12月号 - 2017年10月号）
- すくりぞ!（らぐほのえりか、2015年10月号 - 11月号ゲスト、2016年1月号 - 2017年12月号）
- 魔法少女のカレイなる余生（晴瀬ひろき、2015年11月号 - 12月号ゲスト、2016年1月号 - 2019年1月号）
- ななかさんの印税生活入門（kashmir、2016年2月号 - 2019年4月号）
- 夢見るプリマ・ガール!（昆布わかめ、2016年1月号 - 2月号ゲスト[注 15]、4月号 - 2018年3月号）
- どうして私が美術科に!?（相崎うたう、2016年3月号 - 5月号ゲスト、6月号 - 2019年5月号）
- ゴスロリJK無人島漂流記（青田めい、2016年4月号 - 5月号ゲスト、7月号 - 2018年6月号）
- TCGirls（もみのさと、2016年5月号 - 6月号ゲスト、8月号 - 2018年7月号）
- JKすぷらっしゅ!（春雨、2016年6月号 - 7月号ゲスト、8月号 - 2018年7月号）
- のけもの少女同盟（榛名まお、2016年5月号 - 6月号ゲスト、8月号 - 2019年3月号）
- ヴァンパイアちゃんが狙ってる。（わさも、2016年11月号 - 12月号ゲスト、2017年2月号 - 2018年1月号）
- 私を球場に連れてって!（原作：スーパーまさら・作画：うみのとも、2017年4月号 - 2021年7月号・COMIC FUZでは連載終了[注 7]）
- 彼女がお兄ちゃんになったらしたい10のこと（アカコッコ、2017年5月号 - 6月号ゲスト[注 16]、8月号 - 2019年7月号）
- 合体アイドル!スノウちゃん（ぷらぱ、2017年6月号 - 8月号ゲスト、9月号 - 2019年7月号）
- サジちゃんの病み日記（アサギユメ、2017年7月号 - 8月号ゲスト、11月号 - 2019年12月号）
- タベモノガタリ（電柱棒、2017年9月号 - 11月号ゲスト[注 17]、2018年1月号 - 2020年4月号）
- ももいろジャンキー（おにぎり、2017年11月号 - 2018年1月号ゲスト、3月号 - 2020年1月号）
- しょうこセンセイ!（なじみ、2018年1月号 - 4月号ゲスト、6月号 - 2021年7月号）
- 本日わたしは炎上しました（どげざ、2018年4月号 - 6月号ゲスト、7月号 - 8月号[注 18]）
- 委員長のノゾミ（戸田大貴、2018年8月号 - 9月号ゲスト、11月号 - 2020年10月号）
- 初恋*れ〜るとりっぷ（永山ゆうのん、2018年8月号 - 9月号ゲスト、12月号 - 2021年12月号）
- 旅する海とアトリエ（森永ミキ、2018年11月号 - 2019年1月号ゲスト、3月号 - 2020年12月号・COMIC FUZでは連載終了[注 7]）
- みわくの魔かぞく（ごぼう、2018年8月号 - 9月号ゲスト、12月号 - 2021年3月号）
- 社畜さんと家出少女（タツノコッソ、2018年9月号 - 11月号ゲスト、2019年1月号 - 2022年11月号・COMIC FUZでは金曜枠）
- 魔王城ツアーへようこそ!（春雨、2019年1月号 - 2020年1月号）
- エンとゆかり（しろううらやま、2019年1月号 - 3月号ゲスト[注 19]、7月号 - 2021年8月号）
- ハルメタルドールズ（カコベン、2019年5月号 - 6月号ゲスト[注 20]、9月号 - 2021年7月号）
- いのち短し善せよ乙女（土管、2019年8月号 - 10月号ゲスト、12月号 - 2021年12月号）
- 六条さんのアトリビュート（セトユーキ、2019年9月号 - 10月号ゲスト[注 21]、2020年2月号 - 2022年10月号）
- ホレンテ島の魔法使い（谷津[注 22]、2020年1月号 - 2月号ゲスト、4月号 - 2022年4月号）
- のむラリアット!（こんぱる&ふじしまペポ、2020年2月号 - 4月号ゲスト、6月号 - 2022年6月号）
- 妖こそ怪異戸籍課へ（原作：笠間裕之・作画：柴朗、2020年9月号 - 11月号ゲスト、2021年1月号 - 2022年11月号）
- 瑠東さんには敵いません!（相崎うたう、2020年10月号 - 11月号ゲスト、2021年1月号 - 2023年12月号・COMIC FUZでは木曜枠）
- 今日の授業は恋愛です!（つみきつき、2020年12月号 - 2021年2月号ゲスト、3月号 - 2022年11月号）
- 桔香ちゃんは悪役令嬢になりたい!（原作：相馬康平・作画：日下氏、2021年1月号 - 3月号ゲスト、4月号 - 2023年3月号）
- コンビニ夜勤のあくまちゃん（なじみ、2021年9月号 - 10月号ゲスト、11月号 - 2024年10月号）
- お姉様のVな事情（MOTO、2021年9月号 - 10月号ゲスト、12月号 - 2022年12月号）
- リリカお嬢様に振り回される!（メイス、2021年8月号 - 10月号ゲスト、12月号 - 2023年12月号）
- 白魔導士はゾンビの夢を見るか?（バニライタチ、2021年12月号 - 2022年2月号ゲスト、3月号 - 2024年7月号）
- 私、異世界で奴隷にされちゃいました(泣)しかもご主人様は性格の悪いエルフの女王様!(でも超美人←ここ大事)無能すぎて罵られまくるけど同僚のオークが癒やし系だし里のエルフは可愛いし結構楽しんでる私です。（原作：スーパーまさら・作画：よしだひでゆき、2022年1月号 - 2月号ゲスト、4月号 - 2024年2月号・COMIC FUZでは日曜枠）
- マグロちゃんは食べられたい!（はも、2022年2月号 - 4月号ゲスト[注 23]、5月号 - 2024年1月号）
- メイドさんはハジメテの友達[注 24]（相馬一、2022年5月号 - 2024年4月号）
- ハコイリクリエイト（行町咄[注 25]、2022年1月号 - 2月号ゲスト、8月号 - 2024年8月号）
- ギャルとネクラの吸血関係（カコベン、2022年6月号 - 7月号ゲスト、10月号 - 2024年8月号）
- わからせろ!ナマイキツネ様（*sow*、2022年11月号 - 2024年12月号）
- ラスボスは逃げ出した▽（しぴー、2022年7月号ゲスト、2023年2月号 - 2024年12月号）
- ばーがー・ふぉー・ゆー!（双葉陽、2022年12月号 - 2023年2月号ゲスト、3月号 - 2024年11月号）
- てくてくっ！秘密リサーチ（さいにゃん、2023年3月号 - 4月号ゲスト、6月号 - 2025年8月号[13]）
- さうのあっ!（原作：笠間裕之・作画：宮月もそこ、2023年5月号 - 7月号ゲスト、8月号 - 2025年5月号）

## 表紙の変遷
4コマ誌においては、他のジャンルの漫画雑誌と異なり、表紙イラストが1名の作家によって複数月連続して担当されることが多いという特徴がある。またテレビアニメが放送されている期間は、その作品が表紙を担当する。ここでは、本誌の表紙イラストを担当していた作品・作家と、その担当していた期間を記す。順番は、基本的に【増刊誌時代】と【月刊誌時代】の、初表紙での作品/作者の順番に記載。
【増刊誌時代】
1. Healing Spell. （水瀬凛） （創刊号（Vol.1））

【月刊誌】
1. 魔法のじゅもん（あらきかなお）（2004年11月号（独立創刊号）、2005年2月号、5月号）
2. LR少女探偵団（濱元隆輔）（2004年12月号、2005年3月号 - 4月号）
3. えむの王国（中平凱）（2005年1月号）
4. 天然女子高物語（門井亜矢）（2005年6月号 - 2006年8月号、2008年5月号、10月号）
5. イチロー!（未影）（2006年9月号 - 2008年1月号、3月号、6月号、8月号 - 9月号、2009年2月号、4月号）
6. 落花流水（真田一輝）（2008年2月号、7月号、12月号、2009年5月号、2010年7月号、12月号、2011年6月号、12月号）
7. ひろなex.（すか）（2008年4月号、11月号、2010年6月号、2012年1月号）
8. そして僕らは家族になる（荒木風羽）（2009年1月号）
9. かなめも（石見翔子）（2009年3月号、6月号 - 2010年5月号、11月号、2011年3月号 - 4月号、2012年5月号）
10. ホイップノート（未影）（2010年8月号、10月号、2011年1月号 - 2月号、7月号 - 8月号、10月号 - 11月号）
11. くすりのマジョラム（鈴城芹）（2010年9月号）
12. きんいろモザイク（原悠衣）（2011年5月号、9月号、2012年2月号、6月号、9月号、11月号、2013年1月号 - 12月号、2014年2月号、10月号 - 11月号、2015年1月号、3月号、5月号 - 8月号、2016年9月号、2017年3月号、7月号、9月号、2018年9月号、11月号、2019年7月号、9月号、2020年3月号、5月号）
13. LSD〜ろんぐすろーでぃすたんす〜（ほた。）（2012年3月号）
14. ご注文はうさぎですか?（Koi）（2012年4月号、7月号、10月号、12月号、2013年4月号、2014年1月号 - 10月号、12月号、2015年2月号、4月号、9月号 - 2016年2月号、8月号、10月号、2017年4月号、6月号、10月号、12月号 - 2018年2月号、4月号、10月号、12月号、2019年2月号、5月号、11月号、2020年2月号、11月号 - 12月号、2021年1月号 - 3月号、10月号、12月号、2022年5月号、2023年3月号、7月号、12月号、2024年5月号、10月号、11月号、2025年2月号、5月号、8月号、10月号）
15. カレーの王女さま（仏さんじょ）（2012年8月号）
16. ステラのまほう（くろば・U）（2016年3月号 - 5月号、11月号 - 2017年2月号、5月号、2019年3月号、2022年2月号）
17. こみっくがーるず（はんざわかおり）（2016年6月号、2017年8月号、11月号、2018年3月号、5月号 - 8月号、2019年1月号、6月号、2020年6月号、2022年6月号、2023年4月号）
18. いちごの入ったソーダ水（荒井チェリー）（2016年7月号）
19. ぼっち・ざ・ろっく!（はまじあき）（2019年4月号、2020年4月号、2021年4月号、6月号[注 26]、8月号 - 9月号、2022年4月号、7月号、10月号 - 2023年2月号、5月号、10月号、2024年1月号、7月号、9月号、11月号、12月号、2025年4月号、6月号）
20. 魔王城ツアーへようこそ!（春雨）（2019年8月号）
21. 社畜さんと家出少女（タツノコッソ）（2019年10月号）
22. 初恋*れ〜るとりっぷ（永山ゆうのん）（2019年12月号）
23. 旅する海とアトリエ（森永ミキ）（2020年1月号）
24. しょうこセンセイ！（なじみ）（2020年7月号）
25. きんいろモザイク Best wishes. （原悠衣）（2020年8月号、2021年5月号）
26. 私を球場に連れてって！（原作：スーパーまさら・作画：うみのとも）（2020年9月号、2021年7月号）
27. いのち短し善せよ乙女（土管）（2020年10月号）
28. 瑠東さんには敵いません!（相崎うたう）（2021年11月号）
29. 妖こそ怪異戸籍課へ（原作：笠間裕之・作画：柴朗）（2022年1月号）
30. ぬるめた（こかむも）（2022年3月号、2025年3月号）
31. コンビニ夜勤のあくまちゃん（なじみ）（2022年8月号）
32. ななどなどなど（宇崎うそ）（2022年9月号、2024年8月号）
33. メイドさんはハジメテの友達（相馬一）（2023年6月号）
34. ギャルとネクラの吸血関係（カコベン）（2023年8月号）
35. アイドルビーバック!（はんざわかおり）（2023年9月号、2024年4月号）
36. わからせろ!ナマイキツネ様（*sow*）（2023年11月号）
37. 性別不明な殺し屋さんがカワイすぎる。（つみきつき）（2024年2月号）
38. エイティエイトを2でわって（有馬）（2024年3月号）
39. さうのあっ!（原作：笠間裕之・作画：宮月もそこ）（2024年6月号）
40. スポチャン!（原作：市川ヒロ・作画：土管）（2025年1月号）
41. 江口さんの純情サキュバス（工藤える）（2025年7月号）
42. プロジェクト・ユリフォーミング!（御家かえる）（2025年9月号）

- 2013年4月号、2014年2月号、10月号は『きんいろモザイク』と『ご注文はうさぎですか?』の合同表紙。
- 2024年11月号は『ご注文はうさぎですか?』と『ぼっち・ざ・ろっく!』の合同表紙[3]。